# World Spider Catalog
Der World Spider Catalog ist ein Katalog über sämtliche Webspinnen-Taxa auf der Welt und den zugehörigen wissenschaftlichen Publikationen. Im Juli 2024 waren 52.000 akzeptierte Arten eingetragen. Der Katalog wird vom Naturhistorischen Museum Bern gepflegt und ist im Internet als durchsuchbare Datenbank verfügbar. Die Benutzer können eigene oder fremde wissenschaftliche Publikation hochladen.

## Betrieb
Der Katalog wird durch eine internationale Autorengruppe gepflegt, die die Publikationen lesen und neue Taxa erfassen und Änderungen vornehmen. Bei Zweifelsfällen oder zweifelhaften Publikationen werden sie von einer Expertengruppe unterstützt, die Streitfälle entscheiden und Publikationen akzeptieren oder ablehnen kann.

## Geschichte
Dem Katalog gingen in den 1940er- bis 1960er-Jahre zwei Publikationen voraus, die ebenfalls eine vollständige Sicht auf die Webspinnentaxa zur damaligen Zeit ermöglichten. Die siebenbändige Bibliographia araneorum des französischen Arachnologen Pierre Bonnet (Universität Toulouse) wurde in den Jahren 1945 und 1961 in drei verschiedenen Auflagen herausgegeben und umfasste etwa 6400 Seiten. Sie deckte den Stand der Spinnenbiologie und der Taxa zur damaligen Zeit vollständig ab. Der deutsche Arachnologe Carl Friedrich Roewer gab den mehr als 2700 Seiten umfassenden Katalog der Araneae von 1758 bis 1940 heraus. Dieser wurde in den Jahren 1942 und 1954 aufgelegt. Der Katalog beinhaltete die taxonomisch relevanten Publikationen nach Taxon geordnet.
Paolo Marcello Brignoli (Universität L’Aquila) veröffentlichte 1983 das 750-seitige Werk A Catalogue of the Araneae Described Between 1940 and 1981. Dieser Katalog deckte zwar neue Taxa ab, die im Katalog von Roewer noch nicht vorkamen, war aber nicht vollständig. Er hatte eigentlich vor, regelmäßig Ergänzungen zum Katalog zu publizieren. Das Vorhaben konnte durch seinen Tod im Jahr 1986 nicht verwirklicht werden. Der amerikanische Arachnologe Norman I. Platnick (American Museum of Natural History, New York) sprang in die Lücke und führte die Arbeit von Brignoli fort. Er publizierte in den Jahren 1989, 1993 und 1997 Ergänzungen zum Werk von Brignoli im Umfang von insgesamt 2500 Seiten. Diese deckten die wissenschaftlichen Publikationen von 1981 bis 1995 ab und beinhaltete so sämtliche Neubeschreibungen, Synonymisierungen und taxonomischen Transfers von 1940 bis 1980.
Die starke Zunahme von wissenschaftlichen Publikationen (mit mehr als 300 pro Jahr und über 900 zusätzlichen Taxa) machte die Arbeit und die regelmäßige Publikation schwieriger. Die immer besser werdende Informatik und die weltweite Verbreitung des Internets ermöglichte aber eine neue Form der Pflege und der Publikation des Katalogs. Das American Museum of Natural History übernahm das Hosting. Platnick rief die erste Online-Version (1.0) im Juli 2000 ins Leben. Die zweite Version (2.0) veröffentlichte er im Juli 2001. Ab 2002 veröffentlichte er jeweils den Katalog zweimal im Jahr. Für die Januar-Ausgabe hängte er jeweils eine .5 an die Versionsnummer. Die letzte Version 15.0 wurde auf der gewohnten Plattform im Juli 2014 veröffentlicht.
Da Norman I. Platnick im Jahr 2014 pensioniert wurde, wurde die Aufgabe, den Katalog weiterzuführen, an das Naturhistorische Museum der Bürgergemeinde Bern übertragen. Es wurde auf den Daten des World Spider Catalog 14.5 eine Datenbanklösung implementiert, welche die Taxa vollständig durchsuchbar macht. Die neue Lösung wurde als Version 15.5 betitelt. Derzeit (Stand: November 2023) ist die Version 24.5 online.